# Historia Aperta
Historia Aperta je odborný recenzovaný časopis, který se orientuje na výzkum v oblasti historie se zaměřením na české země a (středo)evropský prostor. Časopis vydává Univerzita Hradec Králové dvakrát ročně v elektronické i tištěné podobě. Periodikum navazuje na tradici časopisu Východočeské listy historické založeného roku 1996. V současnosti je časopis abstrahován a indexován v ERIH Plus (European Reference Index for the Humanities and Social Sciences). Časopis je zařazen i do databáze CEEOL (Central and Eastern European Online Library) a H-Soz-Kult.
Název periodika, který byl redakční radou přijat roku 2022, vyjadřuje jeho otevřenost vůči internacionální komunitě historiků (latinský název lze do češtiny přeložit jako Otevřete historii). Hlavní oblastí zájmu jsou odborné texty interdisciplinárního charakteru, včetně textů z oblasti digitálních humanitních věd. Časopis publikuje odborné studie, materiálové statě i recenze a informace o aktualitách z prostředí současné historické vědy.
Příspěvky mohou být kromě češtiny také v angličtině, němčině, polštině a slovenštině.

## Redakční rada
Redakční práce, spojené s vydáváním časopisu, zajišťuje redakční rada:
- doc. PhDr. Zdeněk Beran, Ph.D. (Univerzita Hradec Králové), vedoucí redaktor
- prof. PhDr. Petr Čornej, DrSc. (Univerzita Karlova)
- prof. Mgr. Vratislav Doubek, Ph.D. (Univerzita Karlova)
- prof. PhDr. Ondřej Felcman, CSc. (Univerzita Hradec Králové)
- prof. PhDr. Martin Holý, Ph.D. (Akademie věd České republiky)
- PhDr. Tomáš Hradecký, Ph.D. (Univerzita Hradec Králové)
- doc. Mgr. Jiří Hutečka, Ph.D. (Univerzita Hradec Králové)
- doc. Mgr. Petr Grulich, Ph.D. (Univerzita Hradec Králové, Muzeum východních Čech v Hradci Králové)
- prof. PhDr. Bohumil Jiroušek, Dr. (Jihočeská univerzita v Českých Budějovicích)
- doc. Mgr. Jiří Kubeš, Ph.D. (Univerzita Pardubice)
- PhDr. Jan Květina, Ph.D. (Univerzita Hradec Králové, Akademie věd České republiky)
- Mgr. Jiří Němec, Ph.D. (Masarykova univerzita v Brně)
- doc. PhDr. Jaroslav Pažout, Ph.D. (Technická univerzita v Liberci)
- doc. PhDr. Veronika Středová, Ph.D. (Univerzita Hradec Králové)
- doc. Mgr. Martin Veselý, Ph.D. (Univerzita Jana Evangelisty Purkyně v Ústí nad Labem)
- doc. PhDr. Jana Vojtíšková, Ph.D. (Univerzita Hradec Králové)